# Magda Cazanga
Magda Cazanga, née le 28 mai 1991, est une joueuse internationale de handball angolaise. Elle est membre de l'équipe d'Angola de handball féminin avec laquelle elle participe aux Jeux Olympiques de 2012 et de 2016, ainsi qu'aux championnats du monde de handball féminin en 2015 et 2017.

## Palmarès

### En équipe nationale
Jeux olympiques
- 10e place aux Jeux olympiques 2012
- 8e place aux Jeux olympiques 2016

Championnats du monde
- 16e place au Championnat du monde 2013
- 16e place au Championnat du monde 2015
- 19e place au Championnat du monde 2017
- 15e place au Championnat du monde 2019

Championnats d'Afrique
- Médaille d'or au championnat d'Afrique 2016
- Médaille d'or au championnat d'Afrique 2021
- Médaille d'or au championnat d'Afrique 2022
- Médaille d'or aux Jeux africains de 2019